# Club Beromama
El club beromama es una asociación deportiva dedicada a la práctica del rugby y hockey afiliada a la URBA. Fue fundado el 11 de septiembre de 1939. Si bien es un club originario del barrio de Liniers, en la Ciudad de Buenos Aires, actualmente su sede se encuentra en la ciudad de González Catán, partido de La Matanza, Provincia de Buenos Aires.
Los colores del club son rojo, azul y gris, y la camiseta presenta esos colores en barras horizontales intercaladas. Actualmente el plantel superior disputa el torneo de la URBA en la Tercera División, zona Ascenso.

## Historia
El 11 de septiembre de 1939, mientras se realizaba un acto de conmemoración a Domingo Faustino Sarmiento en una pequeña plaza homónima en el barrio de Liniers, en la ciudad de Buenos Aires, un grupo de amigos adolescentes decidieron formar un club aunque sin tener una actividad definida. Entre sus fundadores se encontraban Beto Latorre, Roberto Pascual, Marcelo Boglietti, Mango Latorre y nombres como Caro Latorre, Cucho, Malambo, entre otros. Este grupo comenzó a escribir sobre una pared -en la esquina de las calles Palmar y El Rastreador- la primera sílaba de cada nombre, a fin de buscarle un nombre al club que iban a fundar: Beromamacacumaospobichucacopripejopi. 
Un tiempo antes, en 1938, durante un encuentro de rugby que presenciaban en la cancha del club Pacific (hoy San Martín), los integrantes de la nueva asociación de amigos escondieron una pelota ovalada que había caído en una zanja durante el juego. Finalizado el encuentro la recuperaron a escondidas y decidieron formar un club de rugby, para lo cual tuvieron que conseguir quien les enseñase como se jugaba este deporte. Una vez fundada la asociación de nombre tan singular, pusieron un aviso en un periódico buscando un presidente inglés para un club de rugby; se presentó un ferroviario llamado William Moe, que además de asumir como presidente les enseñó los rudimentos de dicho juego. Entre los profesores de rugby estaba un inmigrante francés apellidado Arrieu que había jugado en su país, que se convirtió en el entrenador.
En 1940 fueron los campeones de la Liga Católica y en 1941 el club se inscribió en la URBA, con el nombre Beromama, debido a lo poco práctico del nombre original. Ingresaron al torneo en la Tercera división. En 1941 terminaron segundos y en 1942 lograron el ascenso a Segunda División. En 1950 ascendieron a Primera División. Pero el buen momento duró poco, ya que las divisiones internas y cierta disputa política al interior del club los llevaron a perder la categoría en 1951 y finalmente terminar en Tercera División en 1954. En 1964 retornaron a la Segunda División, pero en 1966 descienden nuevamente, en una crisis institucional y deportiva terminal: en 1968 no presentaron equipo y al año siguiente fueron desafiliados de la URBA. El club pronto dejó de existir.
Pero en 1984 es refundada la institución y en 1985 nuevamente se acepta su solicitud de afiliación a la URBA, donde participa hasta la actualidad, aunque en la última categoría. La refundación implicó también un cambio de sede, abandonando sus orígenes en el barrio de Liniers y trasladándose a la localidad de Gonzalez Catán, en el partido de La Matanza, donde instalaron su cancha debido a que los terrenos eran más baratos.